# Таджикистан на летних Паралимпийских играх 2016
Таджикистан на летних Паралимпийских играх 2016 представил один спортсмен Рахмихудо Додихудоев в соревнованиях по лёгкой атлетике (бег на 200 и 400 метров) .

## Результаты соревнований

### Лёгкая атлетика
Мужчины
| Спортсмен            | Дисциплина              | Предварительный раунд | Предварительный раунд | Полуфинал | Полуфинал | Финал                | Финал                |
| Спортсмен            | Дисциплина              | Результат             | Место                 | Результат | Место     | Результат            | Место                |
| -------------------- | ----------------------- | --------------------- | --------------------- | --------- | --------- | -------------------- | -------------------- |
| Рахмихудо Додихудоев | Бег на 100 м, T45/46/47 | Не проводился         | Не проводился         | 12,89     | 7         | Завершил выступление | Завершил выступление |
| Рахмихудо Додихудоев | Бег на 400 м, T45/46/47 | Не проводился         | Не проводился         | 56,34     | 5         | Завершил выступление | Завершил выступление |